# Canthidium latipleurum
Canthidium latipleurum är en skalbaggsart som beskrevs av Preudhomme de Borre 1886. Canthidium latipleurum ingår i släktet Canthidium och familjen bladhorningar. Inga underarter finns listade.